# Eleições legislativas portuguesas de 1985 no distrito de Faro
| Eleições legislativas portuguesas de 1985 Distritos: Aveiro \| Beja \| Braga \| Bragança \| Castelo Branco \| Coimbra \| Évora \| Faro \| Guarda \| Leiria \| Lisboa \| Portalegre \| Porto \| Santarém \| Setúbal \| Viana do Castelo \| Vila Real \| Viseu \| Açores \| Madeira \| Estrangeiro |

## Resultados por Concelho
Os resultados nos concelhos do Distrito de Faro foram os seguintes:

### Albufeira
| Partido                 | Partido                       | Votos  | %               | +/-   |
| ----------------------- | ----------------------------- | ------ | --------------- | ----- |
|                         | Partido Social Democrata      | 3 569  | 36,49 / 100,00  | 6,87  |
|                         | Partido Socialista            | 2 202  | 22,52 / 100,00  | 21,43 |
|                         | Partido Renovador Democrático | 1 887  | 19,29 / 100,00  | Novo  |
|                         | Aliança Povo Unido            | 873    | 8,93 / 100,00   | 2,88  |
|                         | Centro Democrático e Social   | 570    | 5,83 / 100,00   | 1,94  |
|                         | Outros                        | 346    | 3,54 / 100,00   |       |
| Votos Inválidos         | Votos Inválidos               | 333    | 3,40 / 100,00   | 0,41  |
| Total                   | Total                         | 9 780  | 100,00 / 100,00 |       |
| Eleitorado/Participação | Eleitorado/Participação       | 14 171 | 69,01 / 100,00  | 4,22  |

### Alcoutim
| Partido                 | Partido                           | Votos | %               | +/-  |
| ----------------------- | --------------------------------- | ----- | --------------- | ---- |
|                         | Partido Socialista                | 1 159 | 38,49 / 100,00  | 8,27 |
|                         | Partido Social Democrata          | 627   | 20,82 / 100,00  | 2,20 |
|                         | Aliança Povo Unido                | 451   | 14,98 / 100,00  | 2,53 |
|                         | Partido Renovador Democrático     | 354   | 11,76 / 100,00  | Novo |
|                         | Centro Democrático e Social       | 156   | 5,18 / 100,00   | 1,96 |
|                         | Partido Socialista Revolucionário | 37    | 1,23 / 100,00   | 0,10 |
|                         | Outros                            | 84    | 2,79 / 100,00   |      |
| Votos Inválidos         | Votos Inválidos                   | 143   | 4,75 / 100,00   | 0,37 |
| Total                   | Total                             | 3 011 | 100,00 / 100,00 |      |
| Eleitorado/Participação | Eleitorado/Participação           | 4 498 | 66,94 / 100,00  | 2,50 |

### Aljezur
| Partido                 | Partido                           | Votos | %               | +/-   |
| ----------------------- | --------------------------------- | ----- | --------------- | ----- |
|                         | Partido Socialista                | 966   | 27,79 / 100,00  | 20,23 |
|                         | Partido Renovador Democrático     | 872   | 25,09 / 100,00  | Novo  |
|                         | Aliança Povo Unido                | 725   | 20,86 / 100,00  | 6,58  |
|                         | Partido Social Democrata          | 513   | 14,76 / 100,00  | 1,86  |
|                         | Centro Democrático e Social       | 101   | 2,91 / 100,00   | 0,44  |
|                         | Partido Socialista Revolucionário | 42    | 1,21 / 100,00   | 0,19  |
|                         | União Democrática Popular         | 40    | 1,15 / 100,00   | 0,30  |
|                         | Outros                            | 92    | 2,65 / 100,00   |       |
| Votos Inválidos         | Votos Inválidos                   | 125   | 3,60 / 100,00   | 0,28  |
| Total                   | Total                             | 3 476 | 100,00 / 100,00 |       |
| Eleitorado/Participação | Eleitorado/Participação           | 4 787 | 72,61 / 100,00  | 4,44  |

### Castro Marim
| Partido                 | Partido                           | Votos | %               | +/-   |
| ----------------------- | --------------------------------- | ----- | --------------- | ----- |
|                         | Partido Socialista                | 1 403 | 35,63 / 100,00  | 17,85 |
|                         | Partido Social Democrata          | 959   | 24,35 / 100,00  | 4,14  |
|                         | Partido Renovador Democrático     | 561   | 14,25 / 100,00  | Novo  |
|                         | Aliança Povo Unido                | 463   | 11,76 / 100,00  | 1,81  |
|                         | Centro Democrático e Social       | 146   | 3,71 / 100,00   | 0,92  |
|                         | União Democrática Popular         | 94    | 2,39 / 100,00   | 0,64  |
|                         | Partido Socialista Revolucionário | 51    | 1,30 / 100,00   | 0,57  |
|                         | Outros                            | 94    | 2,39 / 100,00   |       |
| Votos Inválidos         | Votos Inválidos                   | 167   | 4,24 / 100,00   | 1,05  |
| Total                   | Total                             | 3 938 | 100,00 / 100,00 |       |
| Eleitorado/Participação | Eleitorado/Participação           | 5 601 | 70,31 / 100,00  | 1,53  |

### Faro
| Partido                 | Partido                       | Votos  | %               | +/-   |
| ----------------------- | ----------------------------- | ------ | --------------- | ----- |
|                         | Partido Social Democrata      | 7 815  | 28,59 / 100,00  | 2,15  |
|                         | Partido Renovador Democrático | 5 632  | 20,61 / 100,00  | Novo  |
|                         | Partido Socialista            | 5 155  | 18,86 / 100,00  | 19,56 |
|                         | Aliança Povo Unido            | 4 566  | 16,71 / 100,00  | 3,94  |
|                         | Centro Democrático e Social   | 2 557  | 9,36 / 100,00   | 1,43  |
|                         | União Democrática Popular     | 302    | 1,10 / 100,00   | 0,12  |
|                         | Outros                        | 505    | 1,86 / 100,00   |       |
| Votos Inválidos         | Votos Inválidos               | 799    | 2,92 / 100,00   | 0,09  |
| Total                   | Total                         | 27 331 | 100,00 / 100,00 |       |
| Eleitorado/Participação | Eleitorado/Participação       | 37 289 | 73,30 / 100,00  | 4,34  |

### Lagoa
| Partido                 | Partido                           | Votos  | %               | +/-   |
| ----------------------- | --------------------------------- | ------ | --------------- | ----- |
|                         | Partido Renovador Democrático     | 2 920  | 31,28 / 100,00  | Novo  |
|                         | Partido Social Democrata          | 2 371  | 25,40 / 100,00  | 6,79  |
|                         | Partido Socialista                | 1 414  | 15,15 / 100,00  | 30,54 |
|                         | Aliança Povo Unido                | 1 347  | 14,43 / 100,00  | 5,22  |
|                         | Centro Democrático e Social       | 439    | 4,70 / 100,00   | 3,23  |
|                         | União Democrática Popular         | 163    | 1,75 / 100,00   | 0,71  |
|                         | Partido Socialista Revolucionário | 93     | 1,00 / 100,00   | 0,04  |
|                         | Outros                            | 209    | 2,23 / 100,00   |       |
| Votos Inválidos         | Votos Inválidos                   | 379    | 4,06 / 100,00   | 0,44  |
| Total                   | Total                             | 9 335  | 100,00 / 100,00 |       |
| Eleitorado/Participação | Eleitorado/Participação           | 12 005 | 77,76 / 100,00  | 3,36  |

### Lagos
| Partido                 | Partido                       | Votos  | %               | +/-   |
| ----------------------- | ----------------------------- | ------ | --------------- | ----- |
|                         | Partido Renovador Democrático | 3 652  | 27,99 / 100,00  | Novo  |
|                         | Partido Socialista            | 2 795  | 21,42 / 100,00  | 24,71 |
|                         | Partido Social Democrata      | 2 617  | 20,06 / 100,00  | 4,87  |
|                         | Aliança Povo Unido            | 2 268  | 17,38 / 100,00  | 5,22  |
|                         | Centro Democrático e Social   | 668    | 5,12 / 100,00   | 2,54  |
|                         | União Democrática Popular     | 305    | 2,34 / 100,00   | 0,43  |
|                         | Outros                        | 356    | 2,72 / 100,00   |       |
| Votos Inválidos         | Votos Inválidos               | 385    | 2,95 / 100,00   | 0,14  |
| Total                   | Total                         | 13 046 | 100,00 / 100,00 |       |
| Eleitorado/Participação | Eleitorado/Participação       | 16 680 | 78,21 / 100,00  | 2,75  |

### Loulé
| Partido                 | Partido                       | Votos  | %               | +/-   |
| ----------------------- | ----------------------------- | ------ | --------------- | ----- |
|                         | Partido Social Democrata      | 11 298 | 42,24 / 100,00  | 7,65  |
|                         | Partido Socialista            | 5 596  | 20,92 / 100,00  | 17,38 |
|                         | Partido Renovador Democrático | 4 120  | 15,40 / 100,00  | Novo  |
|                         | Aliança Povo Unido            | 2 443  | 9,13 / 100,00   | 2,67  |
|                         | Centro Democrático e Social   | 1 437  | 5,37 / 100,00   | 2,00  |
|                         | União Democrática Popular     | 333    | 1,24 / 100,00   | 0,35  |
|                         | Outros                        | 598    | 2,25 / 100,00   |       |
| Votos Inválidos         | Votos Inválidos               | 924    | 3,46 / 100,00   | 0,18  |
| Total                   | Total                         | 26 749 | 100,00 / 100,00 |       |
| Eleitorado/Participação | Eleitorado/Participação       | 36 434 | 73,42 / 100,00  | 1,41  |

### Monchique
| Partido                 | Partido                       | Votos | %               | +/-   |
| ----------------------- | ----------------------------- | ----- | --------------- | ----- |
|                         | Partido Social Democrata      | 2 181 | 35,78 / 100,00  | 4,59  |
|                         | Partido Socialista            | 1 450 | 23,79 / 100,00  | 17,73 |
|                         | Partido Renovador Democrático | 1 017 | 16,69 / 100,00  | Novo  |
|                         | Aliança Povo Unido            | 633   | 10,39 / 100,00  | 2,25  |
|                         | Centro Democrático e Social   | 350   | 5,74 / 100,00   | 1,25  |
|                         | Partido da Democracia Cristã  | 66    | 1,08 / 100,00   | 0,17  |
|                         | Outros                        | 170   | 2,78 / 100,00   |       |
| Votos Inválidos         | Votos Inválidos               | 228   | 3,74 / 100,00   | 0,09  |
| Total                   | Total                         | 6 095 | 100,00 / 100,00 |       |
| Eleitorado/Participação | Eleitorado/Participação       | 8 103 | 75,22 / 100,00  | 0,32  |

### Olhão
| Partido                 | Partido                       | Votos  | %               | +/-   |
| ----------------------- | ----------------------------- | ------ | --------------- | ----- |
|                         | Partido Socialista            | 5 408  | 26,71 / 100,00  | 21,49 |
|                         | Partido Social Democrata      | 4 756  | 23,49 / 100,00  | 3,93  |
|                         | Partido Renovador Democrático | 3 975  | 19,63 / 100,00  | Novo  |
|                         | Aliança Povo Unido            | 2 974  | 14,69 / 100,00  | 0,80  |
|                         | Centro Democrático e Social   | 1 542  | 7,62 / 100,00   | 1,05  |
|                         | União Democrática Popular     | 371    | 1,85 / 100,00   | 0,99  |
|                         | Outros                        | 569    | 2,80 / 100,00   |       |
| Votos Inválidos         | Votos Inválidos               | 652    | 3,22 / 100,00   | 0,17  |
| Total                   | Total                         | 20 247 | 100,00 / 100,00 |       |
| Eleitorado/Participação | Eleitorado/Participação       | 27 383 | 73,94 / 100,00  | 1,94  |

### Portimão
| Partido                 | Partido                       | Votos  | %               | +/-   |
| ----------------------- | ----------------------------- | ------ | --------------- | ----- |
|                         | Partido Renovador Democrático | 6 311  | 27,37 / 100,00  | Novo  |
|                         | Partido Social Democrata      | 6 094  | 26,42 / 100,00  | 8,46  |
|                         | Partido Socialista            | 4 249  | 18,42 / 100,00  | 28,04 |
|                         | Aliança Povo Unido            | 3 582  | 15,53 / 100,00  | 4,08  |
|                         | Centro Democrático e Social   | 1 238  | 5,37 / 100,00   | 3,21  |
|                         | União Democrática Popular     | 395    | 1,71 / 100,00   | 0,36  |
|                         | Outros                        | 551    | 2,39 / 100,00   |       |
| Votos Inválidos         | Votos Inválidos               | 642    | 2,78 / 100,00   | 0,31  |
| Total                   | Total                         | 23 062 | 100,00 / 100,00 |       |
| Eleitorado/Participação | Eleitorado/Participação       | 29 449 | 78,31 / 100,00  | 2,46  |

### São Brás de Alportel
| Partido                 | Partido                       | Votos | %               | +/-   |
| ----------------------- | ----------------------------- | ----- | --------------- | ----- |
|                         | Partido Social Democrata      | 1 642 | 35,35 / 100,00  | 5,20  |
|                         | Partido Socialista            | 1 191 | 25,64 / 100,00  | 17,62 |
|                         | Partido Renovador Democrático | 637   | 13,71 / 100,00  | Novo  |
|                         | Aliança Povo Unido            | 597   | 12,85 / 100,00  | 2,37  |
|                         | Centro Democrático e Social   | 251   | 5,40 / 100,00   | 0,47  |
|                         | Outros                        | 169   | 3,63 / 100,00   |       |
| Votos Inválidos         | Votos Inválidos               | 158   | 3,40 / 100,00   | 0,38  |
| Total                   | Total                         | 4 645 | 100,00 / 100,00 |       |
| Eleitorado/Participação | Eleitorado/Participação       | 6 382 | 72,78 / 100,00  | 0,99  |

### Silves
| Partido                 | Partido                       | Votos  | %               | +/-   |
| ----------------------- | ----------------------------- | ------ | --------------- | ----- |
|                         | Partido Social Democrata      | 5 044  | 25,94 / 100,00  | 6,08  |
|                         | Aliança Povo Unido            | 4 053  | 20,84 / 100,00  | 4,71  |
|                         | Partido Socialista            | 3 921  | 20,16 / 100,00  | 20,23 |
|                         | Partido Renovador Democrático | 3 906  | 20,09 / 100,00  | Novo  |
|                         | Centro Democrático e Social   | 889    | 4,57 / 100,00   | 1,83  |
|                         | União Democrática Popular     | 313    | 1,61 / 100,00   | 0,54  |
|                         | Outros                        | 564    | 2,90 / 100,00   |       |
| Votos Inválidos         | Votos Inválidos               | 756    | 3,89 / 100,00   | 0,50  |
| Total                   | Total                         | 19 446 | 100,00 / 100,00 |       |
| Eleitorado/Participação | Eleitorado/Participação       | 25 769 | 75,46 / 100,00  | 3,28  |

### Tavira
| Partido                 | Partido                       | Votos  | %               | +/-   |
| ----------------------- | ----------------------------- | ------ | --------------- | ----- |
|                         | Partido Socialista            | 3 923  | 28,45 / 100,00  | 18,34 |
|                         | Partido Social Democrata      | 3 693  | 26,78 / 100,00  | 4,84  |
|                         | Partido Renovador Democrático | 2 241  | 16,25 / 100,00  | Novo  |
|                         | Aliança Povo Unido            | 1 463  | 10,61 / 100,00  | 0,64  |
|                         | Centro Democrático e Social   | 1 168  | 8,47 / 100,00   | 1,68  |
|                         | União Democrática Popular     | 298    | 2,16 / 100,00   | 0,19  |
|                         | Outros                        | 431    | 3,14 / 100,00   |       |
| Votos Inválidos         | Votos Inválidos               | 571    | 4,14 / 100,00   | 0,02  |
| Total                   | Total                         | 13 788 | 100,00 / 100,00 |       |
| Eleitorado/Participação | Eleitorado/Participação       | 19 802 | 69,63 / 100,00  | 1,92  |

### Vila do Bispo
| Partido                 | Partido                           | Votos | %               | +/-   |
| ----------------------- | --------------------------------- | ----- | --------------- | ----- |
|                         | Partido Renovador Democrático     | 810   | 24,48 / 100,00  | Novo  |
|                         | Partido Socialista                | 809   | 24,45 / 100,00  | 19,89 |
|                         | Aliança Povo Unido                | 666   | 20,13 / 100,00  | 8,71  |
|                         | Partido Social Democrata          | 567   | 17,14 / 100,00  | 3,54  |
|                         | Centro Democrático e Social       | 109   | 3,29 / 100,00   | 0,42  |
|                         | União Democrática Popular         | 92    | 2,78 / 100,00   | 0,29  |
|                         | Partido Socialista Revolucionário | 40    | 1,21 / 100,00   | 0,56  |
|                         | Outros                            | 70    | 2,10 / 100,00   |       |
| Votos Inválidos         | Votos Inválidos                   | 146   | 4,41 / 100,00   | 0,31  |
| Total                   | Total                             | 3 309 | 100,00 / 100,00 |       |
| Eleitorado/Participação | Eleitorado/Participação           | 4 526 | 73,11 / 100,00  | 4,99  |

### Vila Real de Santo António
| Partido                 | Partido                       | Votos  | %               | +/-   |
| ----------------------- | ----------------------------- | ------ | --------------- | ----- |
|                         | Aliança Povo Unido            | 3 028  | 30,62 / 100,00  | 3,74  |
|                         | Partido Socialista            | 2 282  | 23,08 / 100,00  | 13,22 |
|                         | Partido Social Democrata      | 2 017  | 20,40 / 100,00  | 3,25  |
|                         | Partido Renovador Democrático | 1 444  | 14,60 / 100,00  | Novo  |
|                         | Centro Democrático e Social   | 398    | 4,02 / 100,00   | 0,81  |
|                         | União Democrática Popular     | 194    | 1,96 / 100,00   | 0,22  |
|                         | Outros                        | 221    | 2,23 / 100,00   |       |
| Votos Inválidos         | Votos Inválidos               | 305    | 3,08 / 100,00   | 0,03  |
| Total                   | Total                         | 9 889  | 100,00 / 100,00 |       |
| Eleitorado/Participação | Eleitorado/Participação       | 13 059 | 75,73 / 100,00  | 4,52  |